# Zamoranos (Córdoba)
Zamoranos es una aldea de Priego de Córdoba, provincia de Córdoba, Andalucía, España. Está situada en la Subbética Cordobesa y a 76 km de la capital cordobesa. Su ubicación geográfica es 37° 30′ N, 4° 08′ O, a una altitud de 600 metros.

## Historia

### Prehistoria
Antes de la existencia de la aldea de Zamoranos había otros pueblos mucho más antiguos (como por ejemplo Fuente Tójar). Por estos pueblos han pisado muchos pies, cultivando la tierra, criando ganado, cazando... y creo conveniente mencionarlo (aunque no le corresponda a Zamoranos) para entender un poco la situación y, ya de paso, ser conscientes de la importancia que ha tenido la zona a lo largo de los siglos.
Hay un gran yacimiento prehistórico en La Mesa del Cañuelo, cerro amesetado que destaca en el paisaje, aislado por casi todo su perímetro y de difícil acceso.
Se trata de un poblado que fue habitado durante el Calcolítico, en el III milenio a. C., en los primeros tiempos de la metalurgia, y posiblemente también en la Edad de Bronce. Este poblado estaba estratégicamente situado, en una zona de paso que comunica las provincias de Granada y Córdoba, vía de penetración de la metalurgia hacia las Sierras Subbéticas y hacia Málaga.
Muchos de los hallazgos descubiertos en dicho yacimiento se pueden observar en el Museo Histórico de Priego de Córdoba.
La base económica de esta población estaba fundamentada en los sectores típicos de este tipo de sociedades: agricultura, ganadería, actividades minerometalúrgicas (prueba de ello son las minas dispersas por la zona) e intercambios comerciales. Todos estos recursos económicos estaban en manos de una nobleza guerrera, cuya cabeza suprema era el reyezuelo de la población. El resto de la sociedad estaba constituido por campesinos libres, artesanos y esclavos.
A levante de Fuente-Tójar (Córdoba) se halla el cerro de Las Cabezas, meseta delimitada por murallas de dispar factura encintando una extensión de unas 20 hectáreas. Aquí, sobre substratos prehistóricos, se emplazó la antigua ciudad iberorromana de ILITVRGICOLA, o la de SVCAELO, población que llegó a alcanzar la categoría de municipium y que abarcó un territorio que comprendía la totalidad, o parte, de los actuales términos municipales de Alcalá la Real (Jaén) y los cordobeses de Almedinilla, Fuente-Tójar, Luque y Priego de Córdoba.

### Conquista musulmana
Denominada "Medina Bahiga" durante el periodo del Califato de Córdoba, Priego de Córdoba fue capital de una de las coras del territorio de al-Ándalus, mientras se desarrollaba el periodo de ocupación musulmán en la península ibérica a mediados del siglo IX.
Participando en las campañas del emir Muhammad I sobre el año 863, en las que intervinieron un gran número de los lugareños, desempeño un importarte papel en las guerrillas que se mantuvieron dentro del seno del emirato cordobés por su control entre Omar Ben Hafsún, Said ben Mastana y Banu Matruh, convirtiéndose en 889 como centro de operaciones de Ibn Mastana, seguidor de Omar Ben Hafsún y uno de los más importantes cabecillas insurrectos, que se autotituló "Señor de Priego y Luque", época en la que Priego de Córdoba vivió cierta prosperidad.
Al desaparecer el Califato de Córdoba pasó a formar parte inicialmente del Reino Zirita de Granada, pasando después a formar parte del Reino Nazarita y acabando en 1090 siendo ocupado por los Almorávides, los cuales fueron sustituidos posteriormente por los Almohades a mediados del siglo XII.

### Reconquista y fundación
La aldea se encuentra en una zona muy importante al estar situada casi en el centro geográfico de Andalucía.
El territorio en el que se halla la aldea ha sido muy codiciado por sus características estratégicas. Prueba de ello son las atalayas que siembran toda su geografía y que servían como punto de observación y comunicación.
El rey Fernando III reconquistó Priego de Córdoba en el año 1225. Dicha localidad fue donada a la Orden de Calatrava para su protección y defensa por ser un punto estratégico en el desarrollo de La Reconquista.
La zona se volvió a integrar como parte del Reino Nazarita de Granada hasta su conquista definitiva por parte de Alfonso XI en 1341.
Alfonso XI reconstruyó la muralla del castillo de Priego de Córdoba y fomentó la repoblación mediante la cesión de tributos, como el portazgo, para conseguir la repoblación de la zona.
En 1370 pasa de depender de la corona a pertenecer a Gonzalo Fernández de Córdoba, señor de la Casa de Aguilar, por cesión de Enrique II.
Diego Ordóñez Zamorano, alférez de la caballería procedente de Zamora participó en la conquista de la villa de Priego en 1341 quedándose en ella como poblador motivado por la cesión de tributos otorgada por el rey Alfonso XI. Podría suponerse que Diego Ordoñez Zamorano, al quedarse en esta tierra, fundase la población de Zamoranos.
Podemos encontrar un descendiente suyo llamado Juan Zamorano. Parece ser que Juan Zamorano salvó la vida del hijo de don Alfonso de Aguilar (Alfonso Fernández de Córdoba), futuro heredero del señorío y I Marqués de Priego, Pedro Fernández de Córdoba y Pacheco. Esto ocurrió en el asalto de Güéjar, en 1501. En agradecimiento de ello, Pedro Fernández de Córdoba y Pacheco le recompensaría con la alcaldía de Carcabuey (Córdoba), el nombramiento de alguacil mayor de Priego, la donación de la conocida como Huerta Palacio. El alferazgo de a caballo a perpetuidad, licencia para instalar un horno en la calle Acequia, la heredad de Zamoranos y un pendón conmemorativo de la gesta del salvamento.
Este pendón se denomina El Pendón de los Zamorano, creado entre 1501 y 1517 ya que la primera fecha corresponde al año en que se produjo el hecho de armas fijado en el pendón y la segunda fecha es el año de fallecimiento de don Pedro Fernández de Córdoba y Pacheco.
Diego Ordoñez Zamorano crea la aldea aprovechando la cesión de tributos que ordenó Alfonso XI para conseguir la repoblación de los alrededores de Priego de Córdoba. Un descendiente suyo, Juan Zamorano, la consigue en propiedad gracias al hecho heroico de salvarle la vida a Pedro Fernández de Córdoba y Pacheco. Por lo que el nombre de Zamoranos derivaría directamente de Zamorano ya sea originariamente en su fundación o tras cederle la tierra Pedro Fernández de Córdoba y Pacheco como agradecimiento.
Otra explicación sería que al venir Diego Ordoñez Zamorano de Zamora, se le pusiera a la aldea el nombre de Zamoranos en honor a su tierra. Pero en mi opinión es más lógico que el nombre de la tierra provenga de su señor fundador.
La fecha de fundación, por tanto, debe ser aproximadamente entre el año 1341 (con la Reconquista de Alfonso XI) y el año 1517 (muerte de Pedro Fernández de Córdoba). Siendo más probable que su fundación se produjera en algún punto del siglo XV. He puesto como tope 1517 sabiendo que es menos probable, ya que para entregar una tierra en propiedad ésta ya debe de existir. Pero al no disponer más datos he querido dar una fecha menos aproximada pero más segura.

## Geografía y clima
Tierras de aspecto accidentado, laberíntico y áspero. El paisaje de la zona queda definido por rocas calizas, que alternan con margas y arcillas en los fondos, todo ello da lugar a dolinas, poljes, lapiares y abundantes cuevas. Correspondiendo su formación a la era Mesozoica y Terciaria.
Las Sierras Subbéticas presentan un relieve compacto de amplias y extensas altiplanicies, junto a depresiones, dando lugar a macizos abruptos e independientes.
Posee un clima mediterráneo continental de influencia atlántica, con precipitaciones -en la actualidad- irregulares en invierno y muy escasas en verano. Las temperaturas oscilan entre los 29,5° en época estival y los 9°, aunque la tónica habitual en invierno es de temperaturas suaves en el resto de los municipio.
La Subbética cuenta en su interior con abundantes afluentes y subafluentes de los ríos Genil y Guadajoz. La comarca es el interfluvio de estos dos ríos, discurriendo el primero por el sur y el segundo por el norte. Pero debido a la permeabilidad de las rocas calizas, muchas aguas discurren subterráneamente, aflorando en forma de manantiales y fuentes. En la Subbética destacamos la presencia de dos embalses: Malpasillo y de Iznájar, este último es denominado por sus proporciones el Lago de Andalucía.

## Economía
Predomina el monocultivo del olivar, este hecho lleva a que la comarca produzca aceites de gran calidad, reconocida tanto a nivel nacional como internacional.

## Fiestas
La fiesta más importante de la aldea es el 15 de agosto, fiesta por la patrona Nuestra Señora del Carmen (antiguamente conocida como "La Función")